# Орден Заслуг німецького орла
Орден Заслуг німецького орла (нім. Verdienstorden vom Deutschen Adler), також відомий як Орден Німецького Орла (нім. Deutscher Adlerorden (DAO)) — нагорода Третього Рейху, призначена для нагородження іноземців. 

## Історія
Указ фюрера про заснування нагороди:
«Для вшанування іноземних громадян за заслуги перед Німецькою державою я засновую орден Заслуг німецького орла. Вигляд, розподіл і умови нагородження орденом визначає виданий мною статут.» Берлін, 1 травня 1937. Указ підписали: фюрер і рейхсканцлер Адольф Гітлер, рейхсміністр зовнішніх справ барон Константін фон Нойрат і рейхстміністр внутрішніх справ Вільгельм Фрік.

## Ступені/класи ордена

### 1 травня 1937
Спочатку існувало 6 ступенів ордена:
1. Великий хрест ордена Німецького Орла (нім. Großkreuz des Deutschen Adlerordens)
2. Хрест ордена Заслуг німецького орла з зіркою (нім. Verdienstkreuz des Ordens vom Deutschen Adler mit dem Stern)
3. Хрест ордена Заслуг німецького орла 1-го ступеня (нім. Verdienstkreuz des Ordens vom Deutschen Adler 1. Stufe)
4. Хрест ордена Заслуг німецького орла 2-го ступеня (нім. Verdienstkreuz des Ordens vom Deutschen Adler 2. Stufe)
5. Хрест ордена Заслуг німецького орла 3-го ступеня (нім. Verdienstkreuz des Ordens vom Deutschen Adler 3. Stufe)
6. Німецька медаль заслуг в сріблі (нім. Deutsche Verdienstmedaille in Silber)

### 29 квітня 1939
29 квітня 1939 року ввели особливу ступінь — Великий хрест ордена Німецького Орла в золоті (нім. Großkreuz des Deutschen Adlerordens in Gold). Кількість нагороджених орденом цього ступеня обмежувалась шістнадцятьма кавалерами. Також кожна ступінь ордена отримала 2 варіанти — з мечами (за військові заслуги перед Німеччиною) та без мечів.

### 5 січня 1944
5 січня 1944 року відбулись останні зміни статуту ордена. Основною зміною стало перейменування ступенів на класи. Також було введено декілька нових класів. 
Остаточний перелік класів ордена:
- Великий хрест ордена Німецького Орла в золоті (нім. Großkreuz des Deutschen Adlerordens in Gold)
- Великий хрест ордена Німецького Орла (нім. Großkreuz des Deutschen Adlerordens)
- Орден Німецького Орла 1-го класу (нім. Deutscher Adlerorden 1. Klasse)
- Орден Німецького Орла 2-го класу (нім. Deutscher Adlerorden 2. Klasse)
- Орден Німецького Орла 3-го класу (нім. Deutscher Adlerorden 3. Klasse)
- Орден Німецького Орла 4-го класу (нім. Deutscher Adlerorden 4. Klasse)
- Орден Німецького Орла 5-го класу (нім. Deutscher Adlerorden 5. Klasse)
- Німецька медаль заслуг в сріблі (нім. Deutsche Verdienstmedaille in Silber)
- Німецька медаль заслуг в бронзі (нім. Deutsche Verdienstmedaille in Bronze) — введена 27 грудня 1943.

## Опис

### Медалі

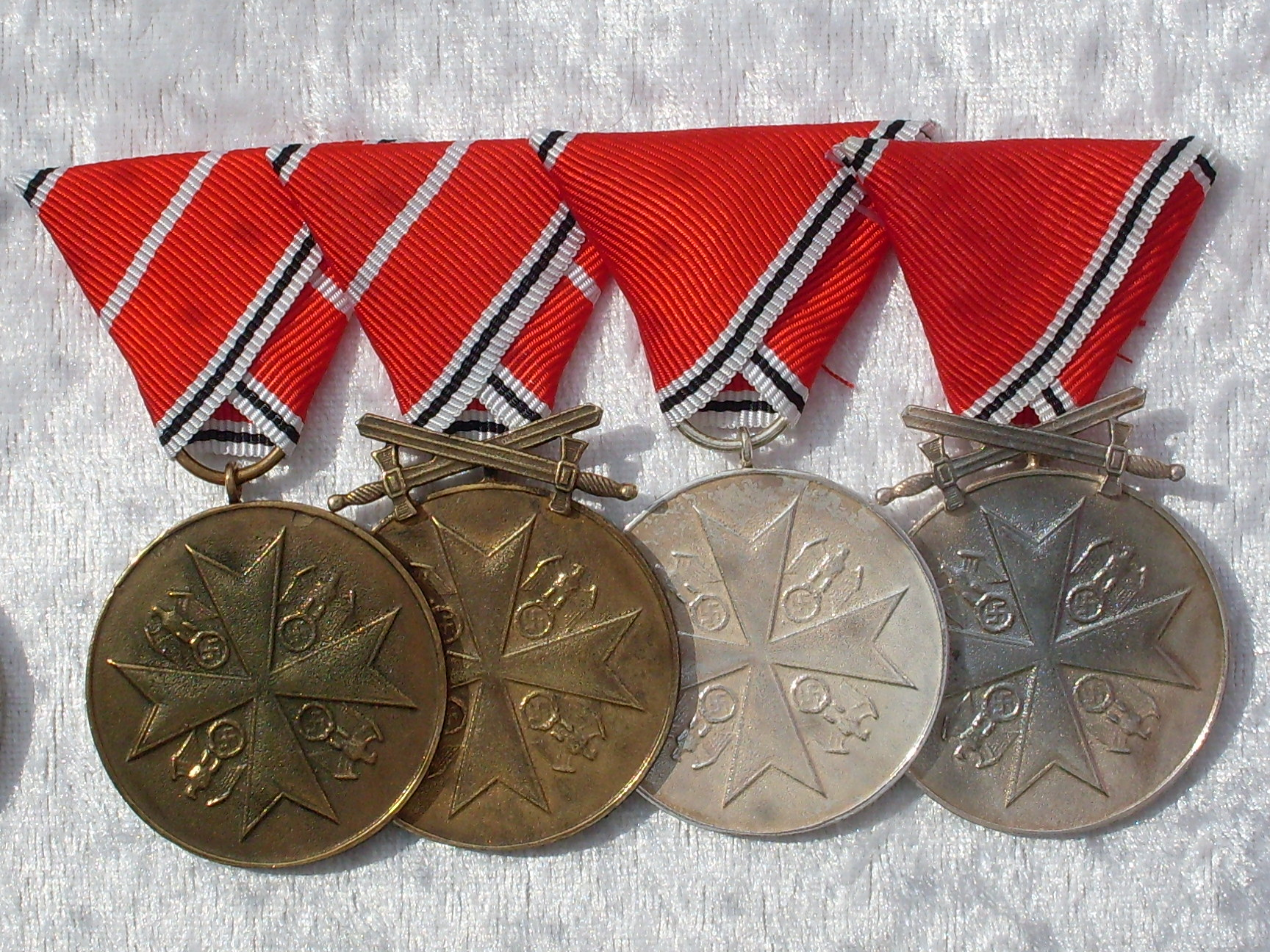
Німецька медаль заслуг

Бронзова і срібна медалі мають діаметр 38 мм. На аверсі зображений хрест ордена, на реверсі - назва медалі в 3 рядка. Медаль носиться на лівому боці грудей на стрічці ордена 5-го класу. Стрічка бронзової медалі має посередині білу лінію.

### Орден 5-го класу
Орден 5-го класу є білим емальованим хрестом діаметром 45 мм, між променями якого - 4 золотих державних орла з опущеними крилами, які тримають в лапах вінки з дубового листя із свастиками. Орден носиться на лівому боці грудей на прямій стрічці, аналогічній стрічці Ордена крові.
Хрести вищих класів ордена не відрізняються від хреста ордена 5-го класу.

### Орден 4-го класу
Орден 4-го класу має діаметр 50 мм і носився на лівому боці грудей на шпильці.

### Орден 3-го класу

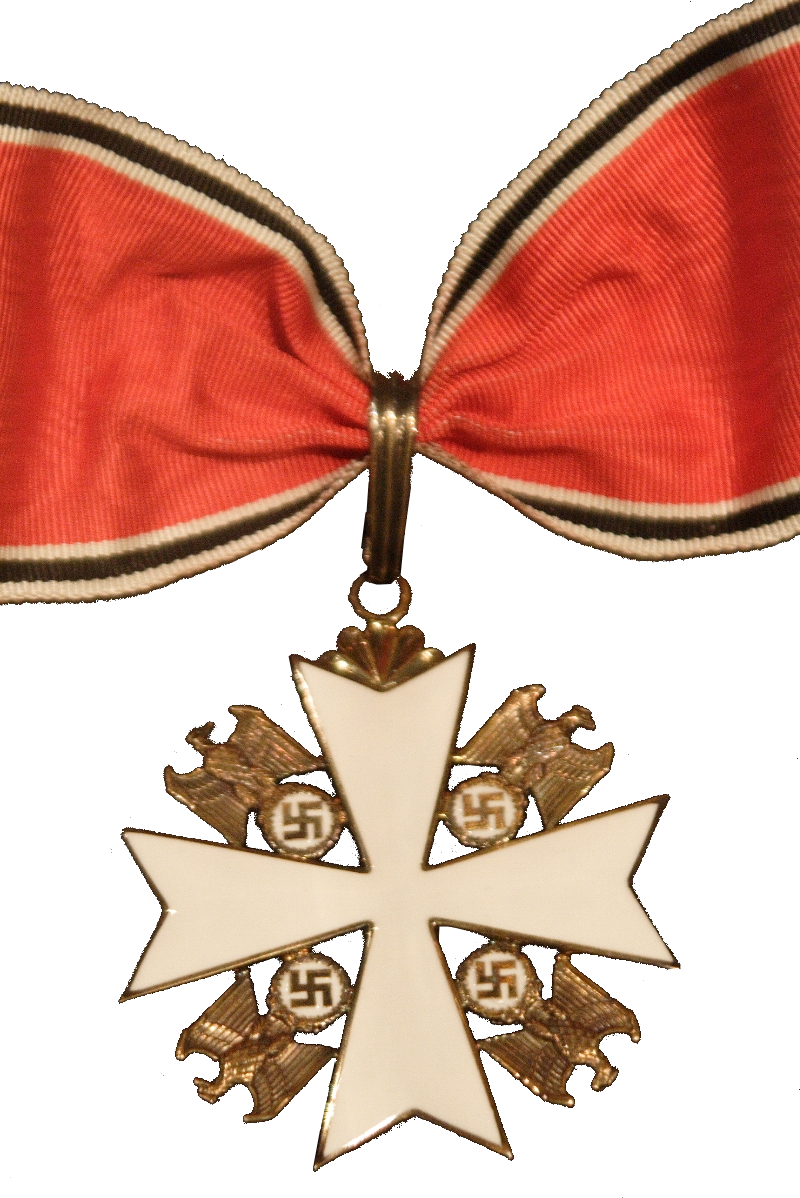
Орден Німецького Орла 3-го класу, який належав Чарльзу Ліндбергу

Орден 3-го класу мав діаметр 50 мм носився на шийній стрічці, як  Лицарський хрест Залізного хреста.

### Орден 2-го класу
Орден 2-го класу також носився на шийній стрічці, але до нього додавалась срібна нагрудна зірка діаметром 75 мм, в центрі якої хрест ордену діаметром 45 мм.
Якщо нагороджений вже мав орден 3-го класу, він просто отримував зірку.

### Орден 1-го класу
Орден 1-го класу мав діаметр 50 мм носився на наплічній стрічці шириною 90 мм. Посередині стрічки - біла смуга. Зірка ордена 1-го класу аналогічна зірці ордена 2-го класу.

### Великий хрест
Великий хрест схожий на орден 1-го класу, але відрізнявся за наступними параметрами:
- діаметр хреста - 60 мм
- ширина стрічки - 100 мм
- на стрічці відсутня біла смуга
- діаметр зірки - 80 мм

### Великий хрест в золоті
Золотий великий хрест відрізнявся від "звичайного" Великого хреста за наступними параметрами:
- діаметр хреста - 66 мм
- зірка виготовлена із золота
- діаметр зірки - 91 мм
- діаметр хреста посередині зірки - 47 мм

## Нагородження
Пропозиції щодо нагородження орденом подавав міністр закордонних справ у канцелярію ордену (в яку входили державний міністр і начальник президентської канцелярії), після чого Гітлер приймав остаточне рішення.
Нагороджені Великим хрестом в золоті отримували свідоцтво про нагородження, виготовлене з пергаменту в шкіряній папці, написане начальником канцелярії ордену і підписане особисто Гітлером. 
Нагороджені Великим хрестом, а також орденом 1-го або 2-го класу, отримували свідоцтво, написане Гітлером і підписане міністром закордонних справ і начальником канцелярії ордену.
Нагороджені орденом 3-го, 4-го і 5-го класу отримували сертифікат, підписаний начальником канцелярії ордену.
Нагородженні медаллю отримували лише сертифікат власності.

## Сучасний статус нагороди
В Німеччині орден Заслуг німецького орла вважається одним із символів антиконституційної пропаганди. Його виготовлення, публічний продаж та поширення, а також зображення в офіційних листах чи публічних місцях, заборонені. 
Носіння нагороди заборонене згідно закону Німеччини про порядок нагородження орденами та про порядок носіння від 26 липня 1957 року (нім.Gesetz uber Titel, Orden und Ehrenzeichen). 

## Відомі нагороджені
- Ганс-Гюнтер Бернау

### Нагороджені Великим хрестом в золоті
- Беніто Муссоліні (25 вересня 1937) — перший нагороджений; отримав унікальну нагороду — Великий хрест в золоті з діамантами.
- Іон Антонеску
- Борис III
- Галеаццо Чано
- Франсіско Франко
- Міклош Горті
- Карл Густав Маннергейм
- Хіросі Осіма
- Рісто Рюті
- Йозеф Тисо

Серед нагороджених також були німці:
- Рейхсміністри закордонних справ
  - Константін фон Нойрат
  - Йоахім фон Ріббентроп
  - Людвіг Шверін фон Крозіґ
- Рейхспротектори Богемії та Моравії
  - Рейнгард Гейдріх
  - Курт Далюге
  - Вільгельм Фрік

### Нагороджені Великим хрестом
- Пріді Паноміонг (2 квітня 1938)
- Ван Вайтайакон (2 квітня 1938)
- Генрі Форд (30 липня 1938)
- Свен Гедін (19 лютого 1940) — нагороджений на 75-й день народження
- Гаральд Еквіст (4 вересня 1940)
- Олаф Тьорнелль (7 жовтня 1940)
- Акілле Стараче
- Рудольф Вальден
- Бела Міклош

### Нагороджені орденом з зіркою
- Томас Вотсон (28 липня 1937)

- Чарльз Ліндберг (19 жовтня 1938)
- Фанні Луукконен (19 травня 1943)

### Нагороджені орденом 1-го класу
- Джеймс Муні
- Ернест Лібольд
- Вільгельм Мунтерс
- Міхай Ібраній

### Нагороджені орденом 2-го класу
- Борис Хольмстон-Смисловський
- Йозеф Туранець

### Нагороджені орденом 3-го класу
- Надія Руссо
- Маріана Дреджеску

### Нагороджені орденом 4-го класу
- Карло Феча ді Коссато

## Галерея

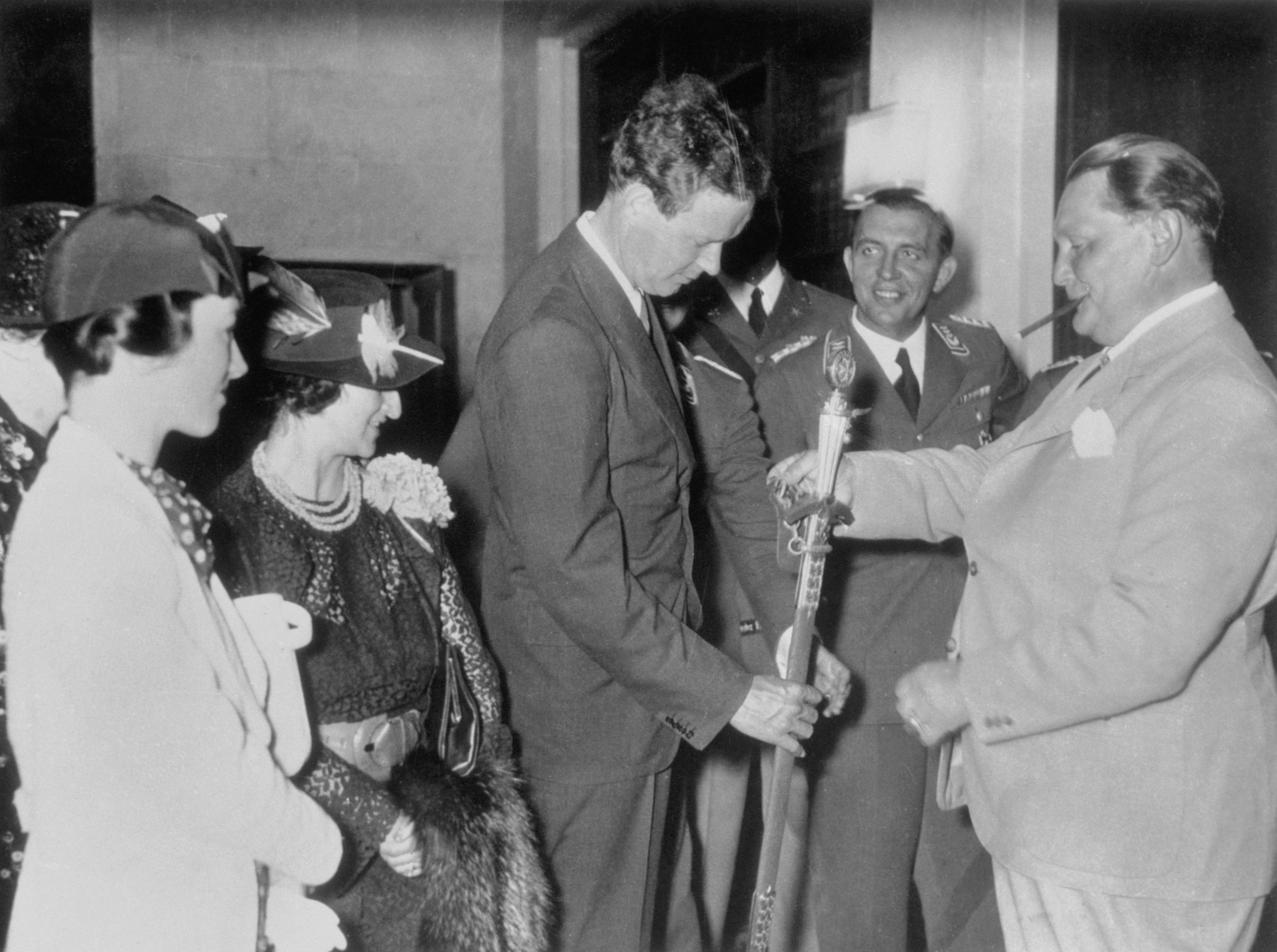
Герман Герінг нагороджує Чарльза Ліндберга (19 жовтня 1938)
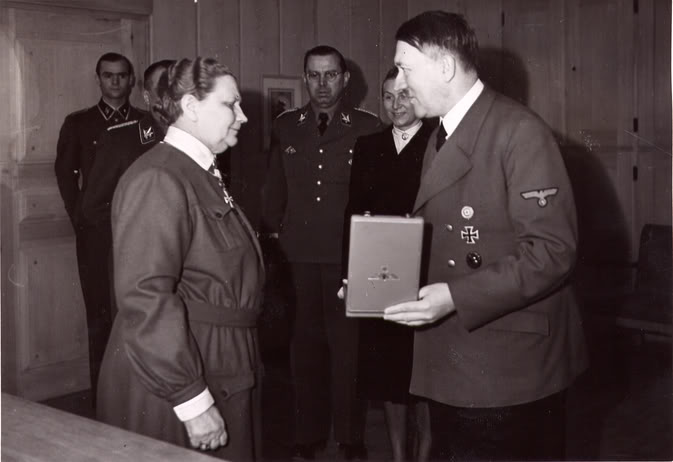
Адольф Гітлер нагороджує Фанні Луукконен (19 травня 1943)
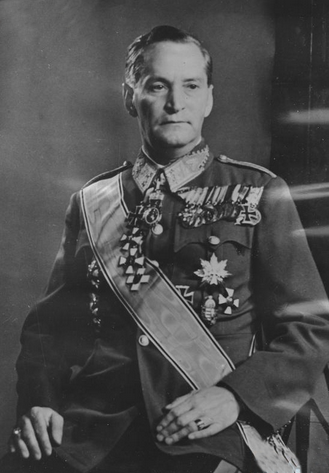
Угорський військовий діяч Бела Міклош, нагороджений Великим хрестом. На фото помітні наплічна стрічка та зірка ордену.
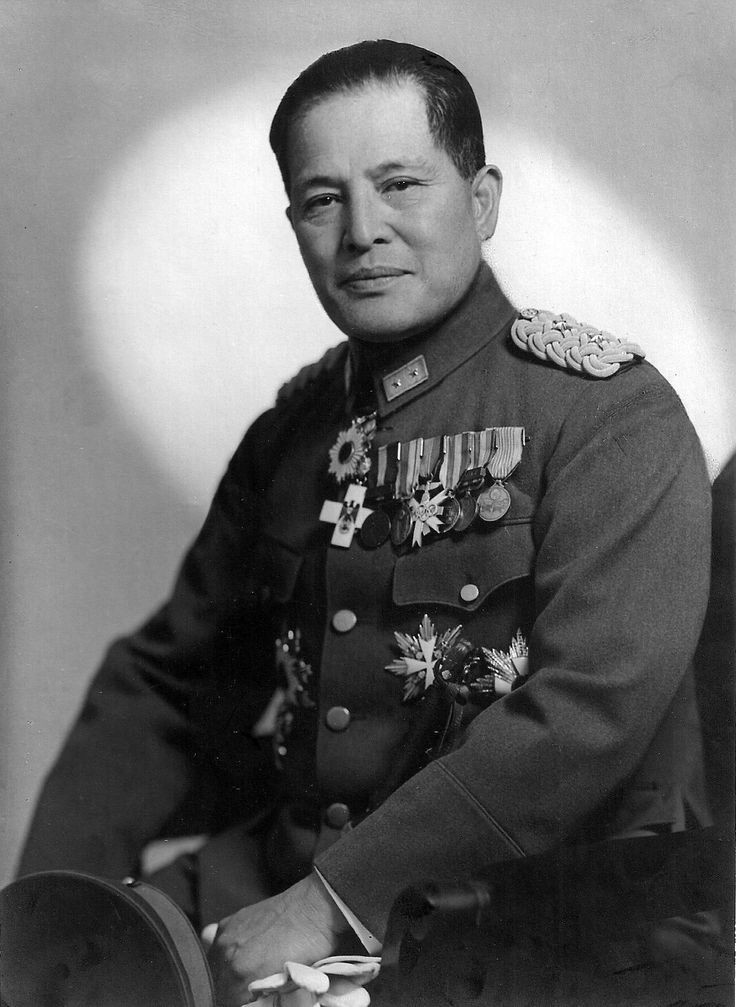
Генерал-лейтенант Хіросі Осіма, посол Японії в Німеччині. На лівому боці грудей — зірка Великого хреста в золоті.
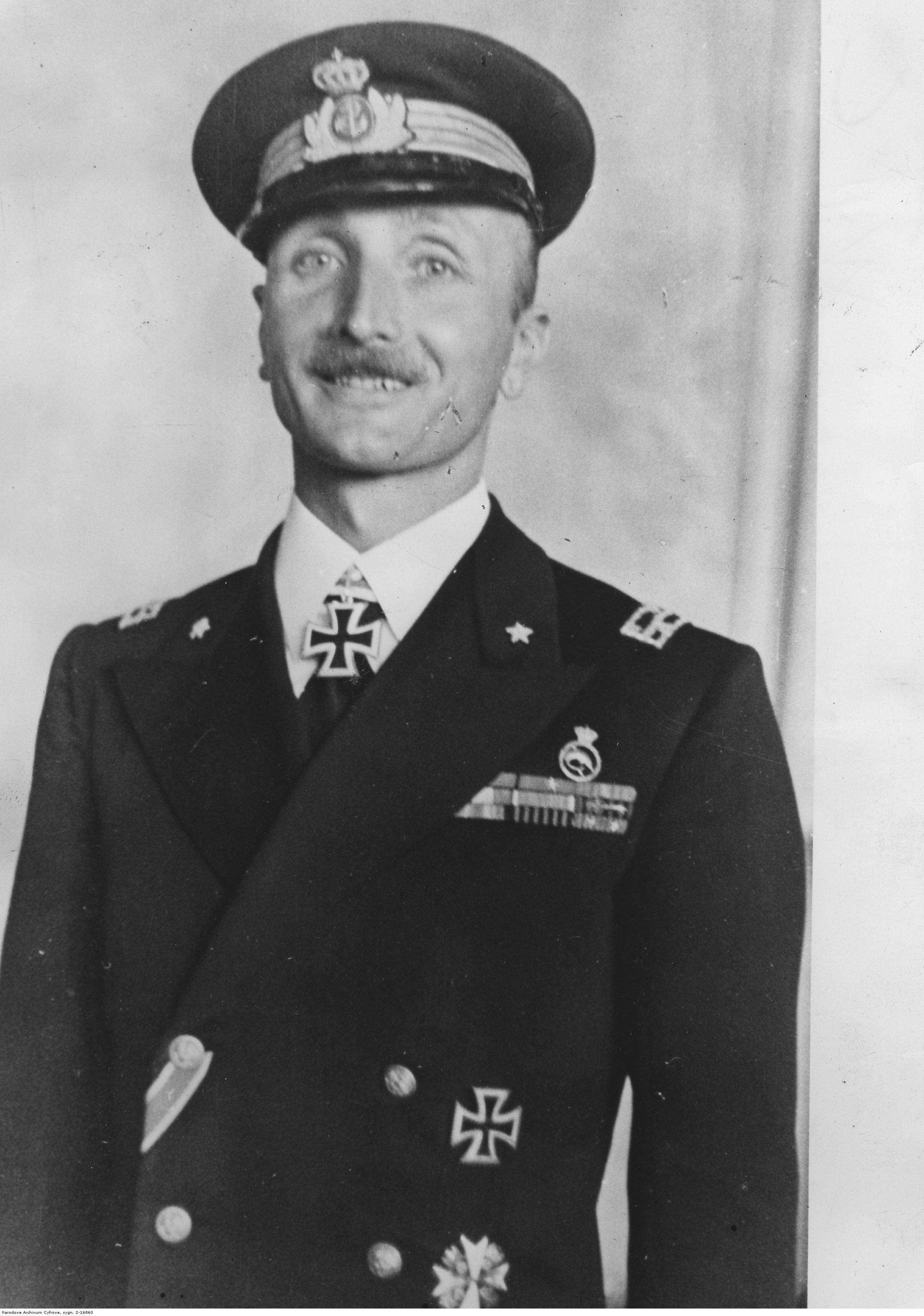
Італійський підводник Карло Феча ді Коссато. На лівому боці грудей, нижче Залізного хреста 1-го класу — орден Німецького орла 4-го класу з мечами.